# صور (مجلة)
مجلة صور هي مجلة شهرية متخصصة في التصوير الصحافي الوثائقي والصحافة، تصدر في بيروت، بلبنان.
انطلقت مجلة صور في عام 2007، وتصدر ست مرات في السنة. حسن عثمان هو مؤسس ومدير تحرير المجلة.
تركز مواضيع مجلة صور بشكل رئيس على الأحداث والثقافات والأفراد والمشاهد في لبنان والشرق الأوسط ومنطقة الخليج.

## طالع أيضًا
- قائمة المجلات في لبنان [الإنجليزية]